# 1575
Évszázadok: 15. század – 16. század – 17. század
Évtizedek: 1520-as évek – 1530-as évek – 1540-es évek – 1550-es évek – 1560-as évek – 1570-es évek – 1580-as évek – 1590-es évek – 1600-as évek – 1610-es évek – 1620-as évek
Évek: 1570 – 1571 – 1572 – 1573 –  1574 – 1575 – 1576 – 1577 – 1578 – 1579 – 1580

## Események

### Határozott dátumú események
- július 8.  – Bekes Gáspár erdélyi trónkövetelő Kerelőszentpálnál vereséget szenved Báthory István fejedelemtől annak ellenére, hogy akcióját a közszékelyek felkelése is támogatta.[1]
- augusztus 8. – Bekes-pártiak közül 7 főurat kivégeznek, 34 székely vitézt megcsonkítanak.[2]
- december 14. – A lengyel nemesség a krakkói országgyűlésen Báthory Istvánt királlyá választja azzal a feltétellel, hogy feleségül kell vennie Jagelló Annát.[3]

### Határozatlan dátumú események
- II. Frigyes dán király Tycho de Brahe-nak adományozza Hven szigetét, hogy ott csillagdát rendezzen be.

## Születések
- április 26. – Medici Mária francia királyné († 1642)
- december 18. – Michelagnolo Galilei itáliai zeneszerző és lantjátékos, Galileo Galilei öccse († 1631)
- Nyéki Vörös Mátyás költő, kanonok († 1654)

## Halálozások
- március 11. – Matthias Flacius horvát evangélikus reformer (* 1520)
- március 15. – Annibale Padovano itáliai reneszánsz zeneszerző és orgonista (* 1527)
- március 24. – Joseph ben Ephraim Karo rabbi, jogtudós (* 1488)
- május 17. – Matthew Parker, Canterbury érseke (* 1504)
- szeptember 17. – Heinrich Bullinger svájci reformátor (* 1504)

Bizonytalan dátum
- Francisco de Ibarra Baszk születésű spanyol felfedező a mexikói Durango városának alapítója, Nueva Vizcaya kolónia kormányzója (* 1539 körül)
- Costanzo Varolio itáliai anatómus, XIII. Gergely pápa orvosa (* 1543)

## Európai időjárás
Hideg, esős nyár, gyakori hóesés alacsonyabb magasságokban is, a szőlő nem érett be.